# Kreis Medebach
Der Kreis Medebach war ein von 1817 bis 1818 existierender Landkreis im Regierungsbezirk Arnsberg in der preußischen Provinz Westfalen.

## Geschichte
Im Jahre 1815 erhielten die drei westfälischen Regierungen von Staatskanzler Karl August von Hardenberg die Anweisung, ihre Bezirke in Kreise zu gliedern. Nach der Verordnung wegen verbesserter Einrichtung der Provinzialbehörden aus dem Jahr 1815 für die neugebildete Provinz Westfalen sollten Landräte an die Spitze der neueinzurichtenden Kreise treten. Mit der Anordnung Kreise zu bilden wurden gleichzeitig Empfehlungen für die geeigneteste Aufteilung veröffentlicht. Hardenberg schlug unter anderem vor 
- alte Verwaltungs- und Wirtschaftsgrenzen nicht aufzuteilen,
- die neue Kreisstadt in die Mitte des Kreisgebiets zulegen,
- dass die maximale Entfernung von der Kreisstadt zur Kreisgrenze nur zwei bis drei preußische Meilen (7,4 km) betragen sollte, damit jeder Einwohner an einem Tage die Kreisverwaltung erreichen konnte.

Im Jahre 1817 entstanden so im Regierungsbezirk Arnsberg die Kreise Altena, Arnsberg, Bilstein, Bochum, Brilon, Dortmund, Hagen, Hamm, Iserlohn, Lippstadt, Medebach, Siegen, Soest und Wittgenstein.
Bei der Bildung des Kreises Medebach wurden die topografischen Gegebenheiten nicht berücksichtigt. Die Kreisstadt Medebach lag entgegen den offiziellen Empfehlungen nicht in der Mitte des Kreisgebietes. Die Bevölkerung des ehemaligen Amtes Fredeburg hatte bereits im ersten Winter 1817 erhebliche Schwierigkeiten über die Berge nach Medebach zu gelangen. Eine im gleichen Jahr eingereichte Mitteilung an die Arnsberger Bezirksregierung führte dazu, dass der Kreis Medebach am 1. Januar 1819 wieder aufgehoben wurde. Es erfolgte eine Gebietsaufteilung auf den Kreis Brilon, dem der östliche Teil des Kreises Medebach zugeteilt wurde, und den neuen Kreis Eslohe, der aus dem Kreis Medebach die Kirchspiele Berghausen, Bödefeld, Dorlar, Fredeburg, Grafschaft, Oberkirchen, Rarbach, Schmallenberg und Wormbach erhielt.

## Landrat
1817 wurde Christian Adolf Wilhelm Pilgrim aus Medebach Landrat des neuen Kreises. Pilgrim wechselte 1819 zum Kreis Eslohe. Die neuen Landräte in Westfalen waren 1815 zunächst staatliche Kommissare. Doch bereits 1816 legte ein Kabinettsbeschluss fest, dass der Landrat Gutsbesitzer in dem Landratsbezirk sein musste.